# Acta Paediatrica
Acta Paediatrica er et videnskabeligt tidsskrift i pædiatri. Det udgives af Wiley-Blackwell og redigeres ved Karolinska Institutet i Sverige. Tidsskriftet blev oprettet i 1921 for at skabe en international platform for skandinavisk pædiatrisk forskning. Tidsskriftets navn fra 1964 til 1992 var Acta Paediatrica Scandinavica.